# L'amore e il codicillo
L'amore e il codicillo è un film del 1923 diretto da Toddi.